# Pathari (stato)
Lo Stato di Pathari fu uno stato principesco del subcontinente indiano, avente per capitale la città di Pathari.

## Storia
La casa reale e lo stato di Pathari vennero fondati nel 1794 come jagir da una stirpe Pashtun della fazione Barakzai originaria dell'Afghanistan, che scalò i ranghi dell'amministrazione dell'Impero moghul.
A seguito dell'indipendenza indiana nel 1947, l'ultimo regnante di Pathari siglò l'entrata nell'Unione Indiana il 15 giugno 1948. Lo stato venne a quel punto incorporato nel nuovo stato di Madhya Bharat, che successivamente divenne lo stato di Madhya Pradesh dal 1 novembre 1956.

## Governanti
I governanti di Pathari ebbero il titolo di Nawab.

### Nawab
- 1794 - 1859                Haydar Mohammad Khan
- 1859 - 1913                `Abd al-Karim Khan                  (n. 1850 - m. 19..)
- 1859 - 1872                ....- reggente
- 31 luglio 1913 – 15 agosto 1947  Mohammad `Abd ar-Rahim Khan         (n. 1872 - m. 19..)